# Manáma
Manáma vagy El-Manáma (arabul المنامة Al-Manāmah) Bahrein fővárosa és legnagyobb városa. A szigetország északi részén, a Perzsa-öböl partján elterülő város lakossága mintegy 155 ezer fő, a teljes bahreini népesség egynegyede itt él.
Manáma első említését 1345-ből ismerjük iszlám krónikákból. 1521-ben a portugálok, 1602-ben a perzsák hódították meg, 1783 után pedig kisebb-nagyobb megszakításokkal az Al-Khalifa-dinasztia irányítása alatt áll. 1971 óta Bahrein fővárosa.

## Földrajza
A főváros Bahrein északkeleti csücskén fekszik egy kis félszigeten, ezért a település jó fekvésű tengerparttal rendelkezik. Mint az ország legtöbb részén, a talaj sík, némely helyen lankás, valamint általában száraz. A város mellett található Al-Muharraq szigetén található a bahreini nemzetközi repülőtér.

### Éghajlat
A városra jellemző a száraz éghajlat. Mint Bahrein többi részén, Manámában is szélsőséges éghajlati viszonyok uralkodnak. A nyári időszakban a hőmérséklet meghaladhatja akár a 48 °C-ot is, télen pedig 15 °C hideg is lehet ritkán jégesővel.
| Hónap                                                            | Jan. | Feb. | Már. | Ápr. | Máj. | Jún. | Júl. | Aug. | Szep. | Okt. | Nov. | Dec. | Év   |
| ---------------------------------------------------------------- | ---- | ---- | ---- | ---- | ---- | ---- | ---- | ---- | ----- | ---- | ---- | ---- | ---- |
| Átlagos max. hőmérséklet (°C)                                    | 20,0 | 21,2 | 24,7 | 29,2 | 34,1 | 36,4 | 37,9 | 38,0 | 36,5  | 33,1 | 27,8 | 22,3 | 30,1 |
| Átlagos min. hőmérséklet (°C)                                    | 14,1 | 14,9 | 17,8 | 21,5 | 26,0 | 28,8 | 30,4 | 30,5 | 28,6  | 25,5 | 21,2 | 16,2 | 23,0 |
| Átl. csapadékmennyiség (mm)                                      | 15   | 16   | 14   | 10   | 1    | 0    | 0    | 0    | 0     | 0    | 4    | 11   | 70   |
| Havi napsütéses órák száma                                       | 226  | 223  | 238  | 255  | 306  | 339  | 331  | 331  | 312   | 303  | 261  | 226  | 3351 |
| Forrás: World Meteorological Organization, Hong Kong Observatory |      |      |      |      |      |      |      |      |       |      |      |      |      |

## Népesség
| Lakosok száma | 115 054 | 127 578 | 143 035 | 297 502 |
|               | 1981    | 1991    | 2001    | 2012    |

## Kultúra
Bahrein nem teljesen iszlám és arab. Az ország erős külföldi hatásnak van kitéve, a lakosság majdnem egyharmada külföldi származású. Bahreinben legális az alkohol, számos bár és éjszakai klub működik itt. A labdarúgás népszerű sport, három csapat vesz részt Manámából a Bahraini Premier League-ben.

## Fordítás
- Ez a szócikk részben vagy egészben  a   Manama című angol Wikipédia-szócikk fordításán alapul.  Az eredeti cikk szerkesztőit annak laptörténete sorolja fel. Ez a jelzés csupán a megfogalmazás eredetét és a szerzői jogokat jelzi, nem szolgál a cikkben szereplő információk forrásmegjelöléseként.